# ليلى فواز
ليلى فواز هي مؤرخة وأكاديمية لبنانية، وهي مدير ومؤسس مركز فارس لدراسات الشرق المتوسط من 2001 إلى 2012. ولدت في السودان لوالدين لبنانيين ونشأت في لبنان، حصلت على درجتين من الجامعة الأمريكية في بيروت بين عامي 1967 و1968 وواصلت الدراسات العليا في التاريخ في جامعة هارفارد بين عامي 1972 و1979.
أصبحت عضوا في كلية جامعة تافتس في عام 1979، وأستاذاً كاملاً في عام 1994، وترأست قسم التاريخ منذ 1994 إلى 1996. وعملت عميدة كلية الفنون والعلوم الإنسانية من 1996 إلى 2001. وكانت أستاذة في «الدراسات اللبنانية وشرق المتوسط» في جامعة تافتس.
من 1990 إلى 1994، كانت رئيسة تحرير المجلة الدولية لدراسات الشرق الأوسط، وفيها قدمت مفهوم إجراء البحوث التحليلية والمقارنة، مع اتباع نهج دولي ومتعدد التخصصات،  وأعربت عن أسفها للتخصص الزائد في هذا المجال، وإهمال الانتباه إلى العلوم الإنسانية والفنون، والكتابة غير المثيرة للاهتمام، وربطت هذه المشكلات بدراسات الشرق الأوسط ككل، لأن الباحثين «ما زالوا بعيدين عن كونهم رواد في عالم المنح الدراسية عمومًا».
عملت ليليى في هيئة تحريرالمجلة الأمريكية التاريخية،  ورئيسة رابطة دراسات الشرق الأوسط لأمريكا الشمالية، وعضو مجلس العلاقات الخارجية، وعضو اللجنة العلمية لميدان البحر الأبيض المتوسط للعلوم في جامعة بروفنس،  وخدمت ليلى في مجلس إدارة جامعة هارفارد من 1996 إلى 2012.
في عام 2012 حصلت على لقب "فارس" في الرتبة الوطنية الفرنسية لجوقة الشرف، حيث كرمت "لالتزامها الشخصي المثالي بالعلاقات الفرنسية الأمريكية"، وجهودها لتعزيز البحث والتفكير الأكاديمي الفرنسي في الجامعات الأمريكية المرموقة." وفي عام 2020 مُنحت ليلى ميدالية هارفرد، وهي ميدالية تكريمية تعطى لأشخاص تخرجوا من الجامعة وعرفوا بخدمتها.